# リュウキュウヨロイアジ
リュウキュウヨロイアジ（学名:Carangoides hedlandensis）はアジ科に属する沿岸性の海水魚である。別名キビレヒラアジ。インド太平洋の熱帯・亜熱帯域に広く生息し、その生息域は西は南アフリカ、東は日本やサモアまで広がっている。最大の記録でも全長32cmという、アジ科としては小型の種である。吻には隆起がみられ、この特徴で外見のよく似るヨロイアジと識別できる。沿岸海域に生息し、ふつう湾や浜でみられる。エビや小型のカニ、小型の魚類などを捕食する肉食魚である。漁業や釣りの対象となる事は少ないものの、食用にはなる。

## 分類
スズキ目アジ科のヨロイアジ属(Carangoides)に属する。
本種は1934年に、オーストラリアの魚類学者Gilbert Percy Whitleyによって記載された。この記載が現在でも有効とされている。Whitleyは本種をOlistus hedlandensis と命名し、当時有効だったアジ科のOlistus 属に分類した。その後Olistus 属がヨロイアジ属(Carangoides )のシノニムとされた際は、本種はそのヨロイアジ属、あるいはギンガメアジ属(Caranx)に位置づけられた。そして現在までに前者のヨロイアジ属への分類が受け入れられるようになった。種小名のhedlandensis は初記載の際のタイプ標本が採集された西オーストラリア州のポートヘッドランド(Port hedland)に因んでいる。なお、本種は1833年にジョルジュ・キュヴィエによってOlistus malabaricus という学名で初記載されているため、本来はキュヴィエに先取権があるはずである。しかしながら、この学名はOlistus 属がヨロイアジ属に合流した際に同属のアンダマンアジの学名Carangoides malabaricus と同名になってしまった。この問題を解消するために、後行のWhitleyの学名の方が採用されたのである。
本種は同属種のヨロイアジ(C. armatus )と非常に良く似る。そのため今までにも数多くの混同がなされて来たと考えられている。実際に1980年の論文では、博物館の所蔵標本の中で2種が誤って同定されている例が多数報告されている。

## 形態

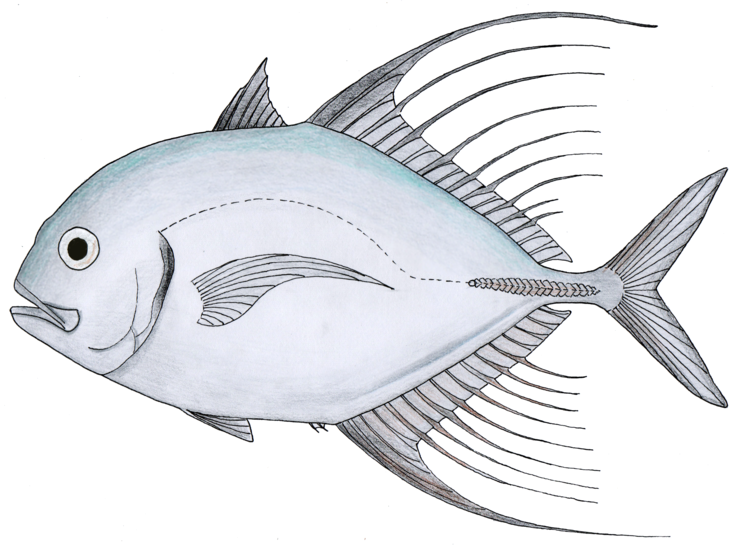
オスでは多くの軟条がフィラメント状に伸長する。

ヨロイアジ属の中でも小型の種であり、記録されている最大体長は全長で32cmである。共通の生息地をもつヨロイアジやクボアジ(Atropus atropos)といったアジ科魚類と非常によく似ている。それらの種から本種を識別する最も簡単な特徴は、両眼窩の間にある隆起である。この隆起は体長が大きくなるにつれ明瞭になる。強く側偏した体高の高い体をもち、頭部輪郭は成魚では非常に急峻である。背側輪郭は腹側輪郭よりもふくらんでいる。背鰭は2つの部分に分かれ、第一背鰭は8棘、第二背鰭は1棘、20-22軟条である。臀鰭は1棘、16-18軟条であり、前方には2本の遊離棘がある。腹鰭は1棘、18軟条。尾鰭は深く二叉する。第二背鰭と臀鰭の前部軟条は伸長しフィラメント状になる。その長さは頭長よりも長い。オスでは中部軟条も様々な長さのフィラメント状になる。側線は前方でなだらかに湾曲し、湾曲部には63から70の鱗が、直線部には14の鱗と21から27の稜鱗（ぜいご）が存在する。側線の直線部と曲線部の境目は背鰭の第12から13軟条の下部にある。胸部には無鱗域があり、腹鰭始部から胸鰭の基部までに及ぶ。両顎には絨毛状歯からなる歯列があり、その歯列は前部でもっとも幅が広い。鰓耙数は合計で20から27であり、椎骨数は24である。
体色は背部で銀色を帯びた青緑色、腹部ではより銀白色に近くなる。鰓蓋の上部には黒い班が存在する。背鰭は黒色。臀鰭は茶色味を帯び、前部軟条やその伸長部はしばしば黒味を帯びる。尾鰭は両縁が黒く縁取られ、腹鰭は褐色から黒色である。幼魚ではその体側面にしばしば5本から7本の垂直な横帯が現れる。

## 分布
インド洋と太平洋西部の熱帯域・亜熱帯域に広く分布する。インド洋では南アフリカやマダガスカルからセーシェル、アフリカ東岸、モザンビークにかけて生息するが、それより北ではインド、スリランカを除いて記録が無い。生息域は東南アジア、インドネシア、パプアニューギニア、オーストラリア北部へと広がり、北は日本、東はサモアまで伸びている。
日本においては三重県や琉球列島以南でみられるとされるが、近年では紀伊水道の徳島県沖や神奈川県小田原などでも水揚げされている。
沿岸性の魚類であり、水深50mより深い領域に入ることはめったにない。砂底の湾や浜などに生息する。濁った水にも耐性があり、河口近くの水質の悪い水域でもみられる事がある。それにも関わらず低い塩分濃度への耐性は低いようで、エスチュアリーで見られることはほとんどない。

## 生態
2匹かそれ以上の小さなグループで浜に沿って泳いでいるのがよくみられる。エビや小型のカニ、魚類を主に捕食する。オーストラリアの北西大陸棚(North West Shelf)で行われた研究では、本種が他のアジ科魚類、とくにホソヒラアジ(Selaroides leptolepis)やヨロイアジ属のCarangoides humerosus 、ヒシカイワリ属のUlua aurochs らと共に群れをつくり、これらの魚が当地の魚類相の大きな割合を占めていることが分かった。繁殖についてはほとんど分かっていない。

## 人間との関係
生息域の全域において漁業における重要性は小さいが、延縄やトロール網、地引き網など様々な漁具で漁獲されることがある。フィジーなどいくつかの地域では多少の重要性があるようだが、本種のみでの漁獲量の統計はない。釣りにおける人気もそれほどないが、桟橋や浜辺からの餌釣りで釣り上げられることがある。鮮魚や塩漬けの状態で食用魚として流通することもある。